# Osvaldo Pugliese
Osvaldo Pedro Pugliese (Villa Crespo, Buenos Aires, 2 de dezembro de 1905 – Buenos Aires, 25 de julho de 1995) foi um pianista e músico de tango da Argentina.
Seus principais tangos foram "Recuerdo" (1924) e "La yumba" (1946).